# Brett Halsey
Pour les articles homonymes, voir Halsey (homonymie).
Brett Halsey est un acteur américain, né Charles Oliver Hand le 20 juin 1933 à Santa Ana (Californie).

## Biographie
Brett Halsey a tenu des rôles de jeunes premiers à Hollywood avant de s'expatrier au début des années 1960 en Italie où il est devenu un acteur très demandé, notamment dans des films d'aventure ou de cape et d'épée comme Sept Épées pour le roi ou L'Aigle de Florence. Par la suite, il est apparu dans des westerns spaghetti. En France, à l'époque des Yéyés, il est en 1967 le partenaire de Sheila dans Bang-bang, le premier film de la chanteuse. Au début des années 1970, il est retourné vivre aux États-Unis où il a travaillé principalement pour la télévision.

## Filmographie

### Cinéma
- 1954 : Ma and Pa Kettle at Home : Elwin Kettle
- 1954 : Alibi meurtrier (Naked Alibi) de Jerry Hopper
- 1955 : La Revanche de la créature (Revenge of the Creature) de Jack Arnold : Pete
- 1955 : L'Enfer des hommes (To Hell and Back) de Jesse Hibbs : Saunders
- 1957 : Hot Rod Rumble (en) : Jim Lawrence
- 1958 : High School Hellcats (en) : Mike Landers
- 1958 : C'est la guerre (Lafayette Escadrille) : Frank Baylies
- 1958 : Je veux vivre ! (I Want to Live !) : Un marin à la fête
- 1958 : The Cry Baby Killer de Jus Addiss : Manny Cole
- 1959 : Rien n'est trop beau (The Best of Everything) : Eddie Harris
- 1959 : Bagarre au-dessus de l'Atlantique (Jet Over the Atlantic) de Byron Haskin : Dr Vanderbird
- 1959 : The Atomic Submarine (en) : Dr Carl Neilson Jr.
- 1959 : Le Retour de la mouche (Return of the Fly) de Edward Bernds : Philippe Delambre
- 1959 : Speed Crazy (en) : Nick Barrow
- 1959 : Blood and Steel (en) : Jim
- 1960 : Four Fast Guns (en) : Johnny Naco
- 1960 : The Girl in Lovers Lane (en) : Bix Dugan
- 1960 : Desire in the Dust de William F. Claxton : Dr Ned Thomas
- 1961 : Les lauriers sont coupés (Return to Peyton Place) : Ted
- 1962 : Sept Épées pour le roi (La sette spade del vendicatore) : Comte Carlos de Bazan
- 1963 : L'Aigle de Florence de Riccardo Freda : Benvenuto Cellini
- 1963 : Trio de terreur (Twice-Told Tales) de Sidney Salkow : Giovanni Guasconti
- 1963 : Jack und Jenny (en) : Jack
- 1964 : Le Pont des Soupirs (Il Ponte dei Sosperi) : Rolando Candiano
- 1965 : L'Heure de la vérité : Sha'at Emet
- 1965 : 077 intrigue à Lisbonne (en) (Mision Lisboa) : George Farrell, agent O77
- 1965 : Berlin, opération 'Laser' (Operazione Polifemo) : Bert Morris
- 1966 : Le congrès s'amuse (Der KongreB amüsiert Sich) : Stefan Abonyi
- 1966 : Tuez Johnny Ringo (Uccidete Johhny Ringo) : Johnny Ringo
- 1966 : Trois Nuits de violence (Tre notti violente) : Walter
- 1967 : Bang-Bang de Serge Piollet : Inspecteur Dan
- 1968 : Cinq Gâchettes d'or (Oggi a me... domani a te!) de Tonino Cervi : Bill Kiowa
- 1968 : Pas folles, les mignonnes (Le dolci signore) de Luigi Zampa : Carlo
- 1968 : Tout sur le rouge (Tutto sul rosso) : Mike Chapman
- 1969 : Mortelle Symphonie (Las trompetas del apocalipsis) de Julio Buchs : Richard
- 1970 : Roy Colt et Winchester Jack de Mario Bava : Roy Colt
- 1972 : Une nuit mouvementée (Quante volte... quella notte) de Mario Bava : Gianni Prada
- 1972 : La Clinique en folie (Where Does It Hurt?) : Dr Quagliomo
- 1986 : Le Miel du Diable (Il Miele del diavolo) de Lucio Fulci : Dr Wendell Simpson
- 1986 : Ratboy de Sondra Locke : M.. Manes
- 1988 : Soupçons de mort (Quando Alice ruppe lo specchio) de Lucio Fulci : Lester Parson
- 1988 : Le Triangle de la peur (Der Commander) : McPherson
- 1988 : Sogno proibito : Paul
- 1989 : Il gatto nero : Leonard Levin
- 1989 : La bahia esmeralda : Luis
- 1990 : Demonia : Professeur Paul Evans
- 1990 : Back Stab : Ken Updike
- 1990 : Le Parrain 3 (The Godfather: Part III) de Francis Ford Coppola : Douglas Michelson
- 1992 : La Loi du désert (Beyond Justice) de Duccio Tessari : Sal Cuomo
- 1993 : Search for Diana : Graves
- 1995 : First Degree : Alonzo Galeno
- 1995 : Sans pitié, ni pardon (Expect No Mercy) : Bromfield
- 1996 : Terminal Rush : Nate
- 1999 : Crashs en série (Free Fall) : Tom Mason
- 2001 : Asesinato en el Meneo : Le représentant de Global Entreprises
- 2009 : Hierarchy : Père Mulligan
- 2011 : The Scarlet Worm : Mr. Paul
- 2013 : Risk Factor : Damon Ramsey
- 2013 : Club Utopia : Sisco

### Télévision
- 1954 : Waterfront (série) : Darryl Benson
- 1955 : Dr. Hudson's Secret Journal (en) (série) : Hugh Adams
- 1956 : Brave Eagle (en) (série) : Swift Otter
- 1956 : Gunsmoke (série) : Elser
- 1957 : The West Point Story (en) (série) : Stephen Pauley / Steve Pauley / Wally Andrews
- 1957-1958 : Highway Patrol (en) (série télévisée) : Brian Meeker / Jim Newman
- 1958 : The Silent Service (it) (série) : Lt. William Thompson / Donahue
- 1958 : Perry Mason (série) : Robert Finchley
- 1958 : Harbor Command (en) (série) : Paul Garland
- 1958 : Target (en) (série) : Officier Bill White
- 1958 : The Millionaire (en) (série) : Tony Cassella
- 1958 : The Adventures of Jim Bowie (en) (série) : Dr Gibson
- 1959 : Mackenzie's Raiders (en) (série) : Lt. Summers / Lieutenant
- 1959 : Les Aventuriers du Far West (Death Valley Days) (série) : Joel Coleman
- 1959 : Remous (série) : Ed
- 1959 : Bat Masterson (série) : Kyle Henderson
- 1959 : Adventure Showcase (série) : John Bowman
- 1959 : Five Fingers (série) : Iban Ahmed
- 1960 : Alcoa Theatre (en) (série) : John Bowman
- 1960 : Aventures dans les îles (Adventures in Paradise) (série) : Paul Spencer
- 1961-1962 : Ombres sur le soleil (Follow the Sun) (série) : Paul Templin
- 1967 : Hôpital central (General Hospital) (série) : Dr Adam Streeter
- 1971 : Columbo (série) : Ken Archer
- 1971-1972 : Opération Danger (Alias Smith and Jones) (série) : Hamilton / Ed Starr
- 1973 : Toma (série) : Mark Wheelright
- 1975 : C'est déjà demain (Search for Tomorrow) (série) : Clay Collins
- 1978 : Super Jaimie (The Bionic Woman) (série) : Dr Hamilton
- 1978 : La croisière s'amuse (The Love Boat) (série) : Clark Tyler
- 1978 : Crash (en) (téléfilm) : Standish
- 1978-1979 et 1982 : L'Île fantastique (Fantasy Island) (série télévisée) : Arthur Sanford / Brent Bailey / Bill Baines / Charles Layton
- 1979 : Buck Rogers (série) : Le capitaine du navire de croisière
- 1979, 1982 et 1984 : Shérif, fais-moi peur (The Dukes of Hazzard) (série) : Dunlap / Carter / Dillard
- 1980 : Power (téléfilm) : Le procureur
- 1980 : Pour l'amour du risque (Hart to Hart) (série) : Adam Fowler
- 1980-1982 : Les Feux de l'amour (The Young and the Restless) (série) : John Abbott
- 1981 : Scruples (téléfilm) : Derek Wagner
- 1981 : Drôles de dames (Charlie's Angels) (série) : Steve Briggs
- 1981 : L'Homme qui tombe à pic (The Fall Guy) (série) : Jerry Rome
- 1983 : K2000 (série) : Clark Sellers
- 1983 : Automan (série télévisée) : Felipe Valdez
- 1983-1984 : Matt Houston (série) : Brogan / Semour Piser
- 1984 : Supercopter (série) : Jason Darius
- 1984 : Cagney et Lacey (série) : Junior Exécutive
- 1984 : Shérif, fais-moi peur (The Dukes of Hazzard) (série TV) (Saison 7, épisode 6 "Du rififi à Hollywood"): Dillard
- 1984 et 1986 : Mike Hammer (série) : Tolnosk
- 1986 : Rose (téléfilm) : Max[réf. nécessaire]
- 1987 : Turno di notte (série)
- 1989 : Quattro storie di donne (série)
- 1989 et 1991 : Street Legal (en) (série télévisée) : Maclean / Bill Croft
- 1991 : Force de frappe (Counterstrike) (série) : Un sénateur
- 1991 : Le prince du désert (Il Principe del Deserto) (série) : Sal Cuomo
- 1991 : Un privé sous les tropiques (Sweating Bullets) (série) : Max Gelling
- 1992 : Le Justicier des ténèbres (Forever Knight) (série : Conrad Hedges
- 1992 : Le Meurtrier de l'Illinois (To Catch a Killer) (téléfilm) : Stan Wilder
- 1992-1993 : Top Cops (série) : Det. Gene Ambs / Max Craven
- 1992-1993 : X-Men (série) : Bolivar Trask
- 1993 : Secret Service (série) : John Hinckley Sr.
- 1993 : Les Parents que j'ai choisis (Gregory K) (téléfilm) : Juge Thomas S Kirk
- 1993 : Matrix (série) : Edward Maris
- 1994 : TekWar (série) : Frederick Braymar
- 1994-1995 : Kung Fu, la légende continue (Kung fu: The Legend Continues) (série) : Tom Jackson / Kincaid
- 1995 : Almost Golden: The Jessica Savitch Story (téléfilm) : Sen. Paul Laxalt
- 1995 : Kissinger and Nixon (téléfilm) : William P. Rogers
- 1998 : Les Nouvelles Aventures de Mowgli (série) : Dr Radcliffe
- 2008 : Cold Case (série) : Rowland Hughes '08